# Alive (песня The Black Eyed Peas)
«Alive» (рус. Живой) — песня группы The Black Eyed Peas из их альбома The E.N.D. В качестве второго промосингла к альбому была выпущена 23 мая 2009 в Великобритании, 25 мая в Австралии и 26 мая на iTunes.

## Композиция
will.i.am сказал о песне: «„Alive“ это песня о любви, об отношениях, о том, когда человек заставляет тебя снова чувствовать, когда человек, которого ты любишь, заставляет тебя почувствовать, что нет никакого негатива в материальном мире… „Alive“… Я так горжусь за создание этой музыки; обратите внимание на слои, текстуры и элементы… Я люблю эту песню…»

## Чарты
| Чарт (2009)                              | Наивысшая позиция |
| ---------------------------------------- | ----------------- |
| Canada Top 40                            | 27                |
| Canada Singles Top 100                   | 62                |
| Japan Hot 100                            | 79                |
| UK Singles Chart                         | 88                |
| Billboard Bubbling Under Hot 100 Singles | 2                 |
| Billboard Digital Songs                  | 74                |
| iLike Libraries: Most Added              | 10                |

## Хронология релиза
| Страна         | Дата        | Формат               |
| -------------- | ----------- | -------------------- |
| Великобритания | 23 мая 2009 | Цифровая дистрибуция |
| Австралия      | 25 мая 2009 |                      |
| Мир            | 26 мая 2009 |                      |